# Ordine al merito della Renania Settentrionale-Vestfalia
L'ordine al merito della Renania Settentrionale-Vestfalia è un ordine cavalleresco del Land tedesco della Renania Settentrionale-Vestfalia.
È stato fondato l'11 marzo 1986 e non può contare più di 2500 insigniti in vita. Dalla fondazione al gennaio 2010 è stato assegnato 1357 volte.

## Insegne
- L'insegna, che a differenza di quelle di molti altri ordini dei Länder tedeschi non si porta al collo, ma sul petto con una spilla, è costituita da croce maltese smaltata di bianco con al centro l'emblema del Land.
- Il nastro è per un terzo verde, un terzo bianco e un terzo rosso.